# Мужицкий, Александр Михайлович
Александр Михайлович Мужицкий (15 сентября 1912 — 7 мая 1982) — советский партийный деятель, депутат Верховного Совета СССР 7-8-го созывов, депутат Верховного Совета УССР 5-6-го созывов. Кандидат в члены ЦК КПСС в 1966—1976 годах. Член Ревизионной Комиссии КПУ в 1952—1960 годах. Кандидат в члены ЦК КПУ в 1960—1961 годах. Член ЦК КПУ в 1961—1976 годах.

## Биография
Родился в семье рабочего. Украинец. В 1927—1931 годах — рабочий совхоза, учитель, заведующий начальной школы. В 1931—1933 годах — служба в Красной Армии.
В 1932 году стал членом ВКП(б).
В 1933—1941 годах — председатель сельского совета, секретарь райкома комсомола, 1-й секретарь районного комитета КП(б)У Харьковской области.
Участник Великой Отечественной войны, с 1941 до 1942 года служил в Советской Армии.
В 1943—1944 годах — 1-й секретарь Богодуховского районного комитета КП(б)У Харьковской области. В 1944—1945 годах — секретарь Тернопольского областного комитета КП(б)У. В 1945—1953 годах — 1-й секретарь Лозовского районного комитета КП(б)У Харьковской области. В 1952 году окончил Липковатовский сельскохозяйственный техникум, а в 1957 году — Высшую партийную школу при ЦК КПСС (заочно).
В 1953 — 1959 гг. — 1-й заместитель председателя исполнительного комитета Харьковского областного Совета депутатов трудящихся. В 1959 — декабре 1962 гг. — председателя исполнительного комитета Полтавского областного Совета депутатов трудящихся. С декабря 1962 года — 1-й секретарь Полтавского областного комитета КПУ. В январе 1963 — декабре 1964 гг. — 1-й секретарь Полтавского сельского областного комитета КПУ. В декабре 1964 — январе 1973 гг. — 1-й секретарь Полтавского областного комитета КПУ. С января 1973 года — на пенсии.

## Награды
- ордена Трудового Красного Знамени (1944, 1962)
- медали